# Harpiks
Harpiks dannes i planterne, ofte i specialiserede væv tæt under overfladen. Det er et sejtflydende stof, der beskytter planten mod skadedyr og svampe, og det hindrer en ødelæggende iltning af vævene bag et sår. Men det er væsentligt at gøre sig klart, at det er først luftens ilt, der gør harpiks tyktflydende. Under de iltfrie forhold inde i planten består harpikserne af tyndtflydende terpener. Den velkendte, klæbrige harpiks er derimod oxiderede terpener. Kemisk set er det organiske fedtsyrer, hvad der fremgår af, at de lader sig forsæbe til harpikssæber ved behandling med forskellige baser. De tyndtflydende harpikser kendes også som harpiksolier, og når de indeholder f.eks. benzoësyre eller kanelsyre, kaldes de balsam. Andre, mere tyktflydende harpikser, indeholder latexer eller slimstoffer, og de kaldes gummistoffer.
De fleste opfatter harpiks som amorfe stoffer, der er uopløselige i vand, men let opløselige i alkohol, æter og varm olie. Det er stoffer, som bliver bløde og smelter, når de bliver varmet op, og de brænder med en sodende, gul flamme. De typiske harpikser er gullige eller brune stoffer, der går i stykker med en glasagtig brudflade. Nogle er næsten lugtløse, eller de har kun en svag lugt af terpentin. Andre har duft fra æteriske olier, der er opløst i dem. De hårde, lugtløse har tidligere været brugt som fernis eller som tilblanding i cement. De bløde, duftende harpikser har haft og har stadig mange anvendelser som smags- og parfumestoffer, som f.eks. røgelse, myrrha, ”fyrrenåleduft” osv.
Blandt de flygtige stoffer i harpiks kan man fraskille en blanding af forskellige terpener, som kaldes vegetabilsk terpentin. Dette organiske opløsningsmiddel blev udvundet fra fyrretræer, som blev såret på nøje tilrettelagte måder, der bygger på århundreders erfaringer. Så sent som i 1980'erne kunne man se dette håndværk udført i det daværende DDR. Produktet er kostbart og fremkalder i øvrigt hjerneskade ved indånding, men det er meget brugt blandt kunstmalere, fordi det får farverne til at tørre hurtigt op.
Det lignin, der tidligere var et besværligt affald fra cellulosefremstillingen, har vist sig som et værdifuldt råprodukt til fremstilling af syntetiske harpikser, såkaldte kunstharpikser. Ægte rav er fossilt, polymeriseret harpiks, som stammer fra længst forsvundne fyrreskove, men det lader sig gøre at fremstille kunstigt "rav" ud fra kunstharpiks i en kvalitet, der ikke kan skelnes fra den ægte vare.
Bier fremstiller propolis af harpiks.